# Бастида-Панкарана
Бастида-Панкарана (итал. Bastida Pancarana) — коммуна в Италии, находится в регионе Ломбардия, в провинции Павия.
Население составляет 983 человека (2008), плотность населения составляет 73 чел./км². Занимает площадь 13 км². Почтовый индекс — 27050. Телефонный код — 0383.
Покровительницей коммуны почитается Пресвятая Богородица, празднование 16 июля.

## Демография
Динамика населения:

## Администрация коммуны
- Официальный сайт: